# ورزشگاه

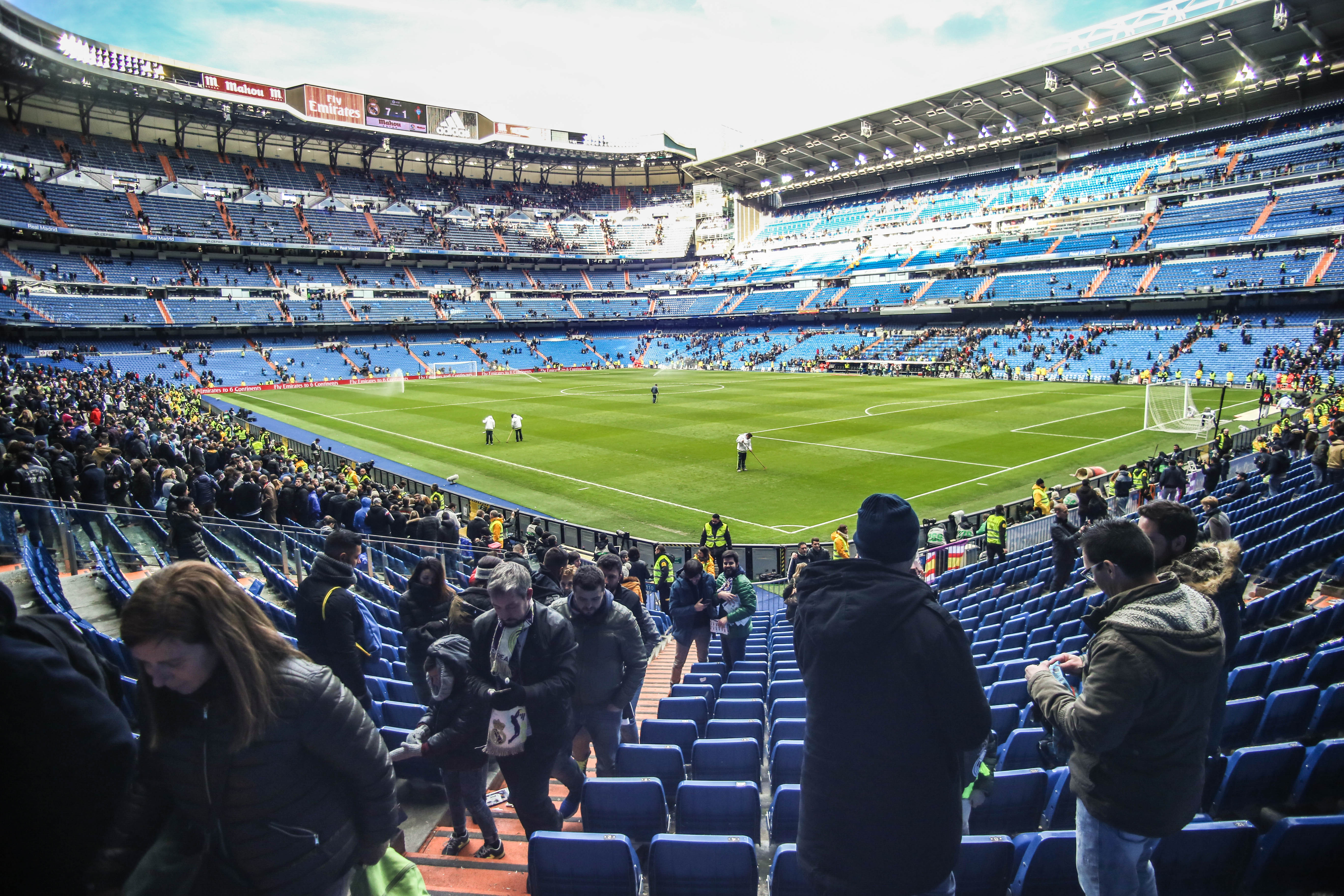
ورزشگاه سانتیاگو برنابئو که همواره در بالاترین جایگاه رده‌بندی کیفی یوفا بوده‌است.

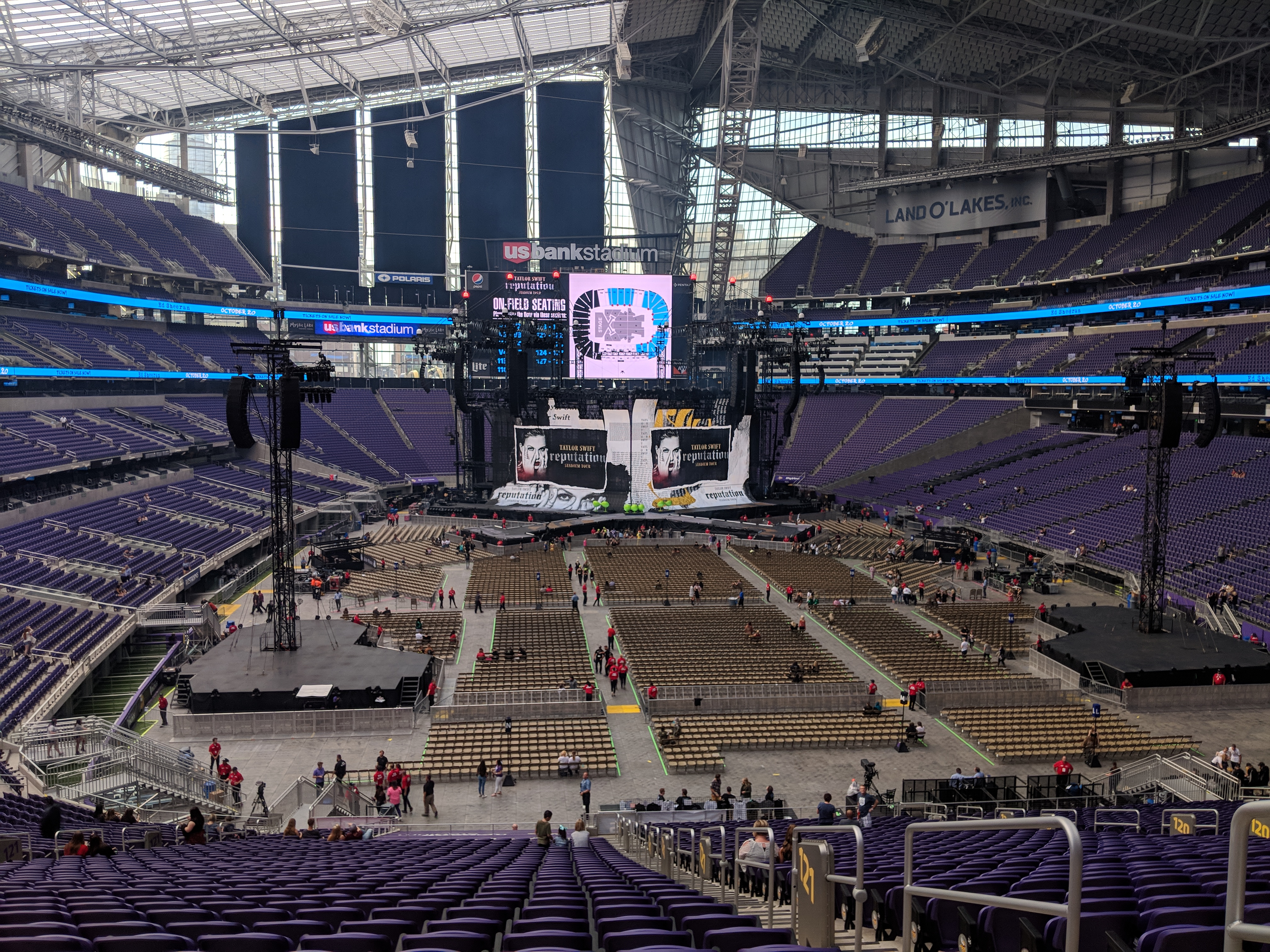
بهسازی ورزشگاهی در آمریکا برای یک کنسرت موسیقی. این کار را پیمانکاران ویژه‌ای انجام می‌دهند تا به زیرساخت ورزشگاه آسیبی نرسد.

وَرزِشگاه یا اِستادیوم (به انگلیسی: stadium) جای برگزاری رویدادهای ورزشی، کنسرت‌ها یا دیگر برنامه‌های نمایشی است. یک ورزشگاه، معمولاً دارای یک زمین بازی در کانون و جایگاه تماشاگران در پیرامون است.

## پیشینه

### باستانی
کهن‌ترین ورزشگاه شناخته‌شده تاکنون، ورزشگاه المپیا در المپیا یونان است؛ جایی که بازی‌های المپیک باستان از سال ۷۷۶ پیش از میلاد، برگزار می‌شدند. ورزشگاه‌های یونانی و رومی، در شهرهای باستانی پرشماری یافت می‌شوند.

### ورزشگاه‌های نوین

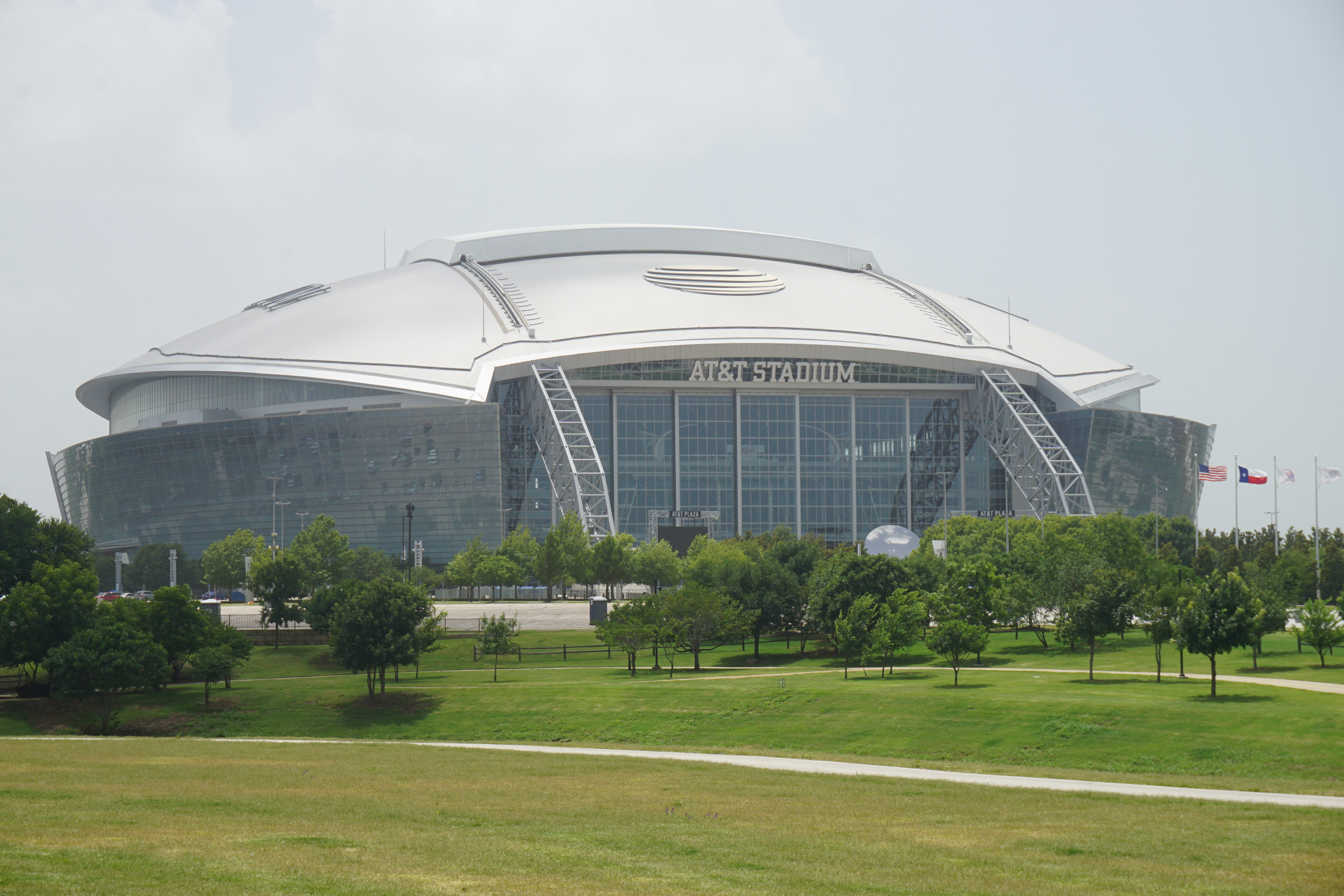
ورزشگاه ای تی اند تی در آرلینگتون، تگزاس

نخستین ورزشگاه‌هایی که در دوران مدرن ساخته شدند، با هدف جای دادن هرچه بیشتر تماشاگران طراحی شده‌اند. با رشد شگرف شمار هواداران ورزش سازمان یافته، در اواخر دوره ویکتوریا، به ویژه فوتبال در انگلیس و بیس بال در ایالات متحده، نخستین سری سازه‌های این دسته، پدیدار شدند. با گذشت دهه‌ها، کم‌کم، اهداف دیگری به طراحی ورزشگاه‌ها افزوده شد که رفاه بیشتری برای تماشاگران و استفاده‌های رسانه‌ای را در پی داشت. همچنین انواع معماری با گذر زمان، در ورزشگاه‌های سراسر جهان، به کار گرفته شد.

#### در هنر و موسیقی

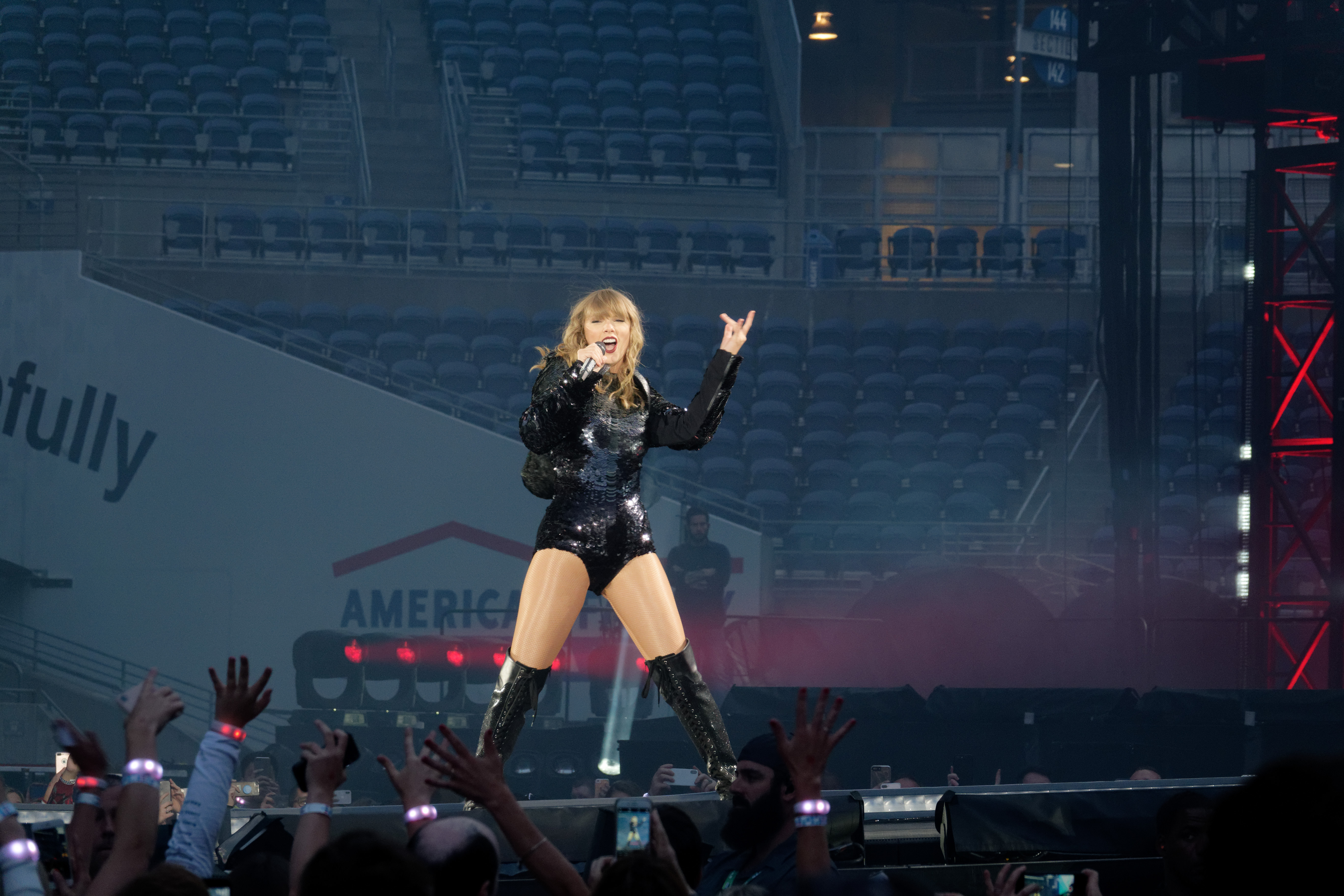
تیلور سوئیفت هنگام اجرای …آماده‌ای؟ در ورزشگاه لومن فیلد

ورزشگاه‌ها همچنین به عنوان جایی برای برگزاری رویدادهای هنری، مثل کنسرت و جشنواره‌های موسیقی، به کار می‌روند.
ورزشگاه‌ها میزبان رکوردشکنی‌ها در موسیقی نیز بوده‌اند. برای نمونه در دهه ۲۰۱۰ و ۲۰۲۰، یکی از شلوغ‌ترین کنسرت‌های موسیقی تیلور سوئیفت، در ورزشگاه سوفی لس‌آنجلس بود که ۷۰ هزار تماشاگر را در خود جای داد. کنسرت‌های سوئیفت با برند تور جهانی اراس در همان دوره نخست، بیش از ۲.۱ میلیارد دلار فروش کرد.

## معماری، طراحی و ساخت سازه
در دههٔ اخیر، معماری نوین و خلاقانهٔ روز، در ساخت ورزشگاه‌ها به کار گرفته شده‌است و برخلاف نخستین ورزشگاه‌های مدرن، هم‌اکنون از امکانات رفاهی و در مواردی، لوکس برای تماشاگران بهره‌برداری می‌شود. بوریسوف آرنا (بلاروس)، ساکر سیتی (آفریقای جنوبی)، آلیانتس آرنا (آلمان)، مرکز ورزش‌های آبی لندن (انگلستان) و ورزشگاه ملی پکن (چین)، از نمونه‌های این طراحی‌ها در دههٔ اخیر هستند.

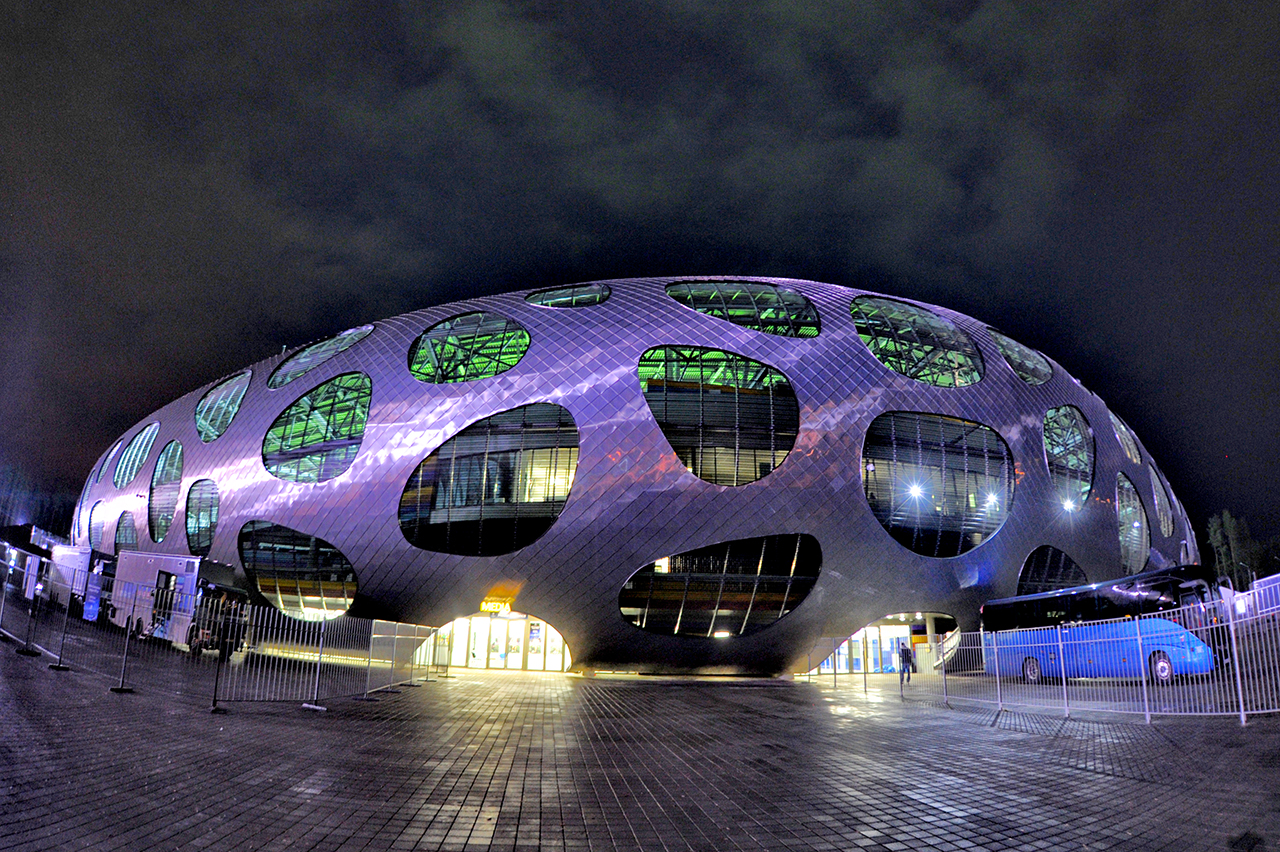
بوریسوف آرنا
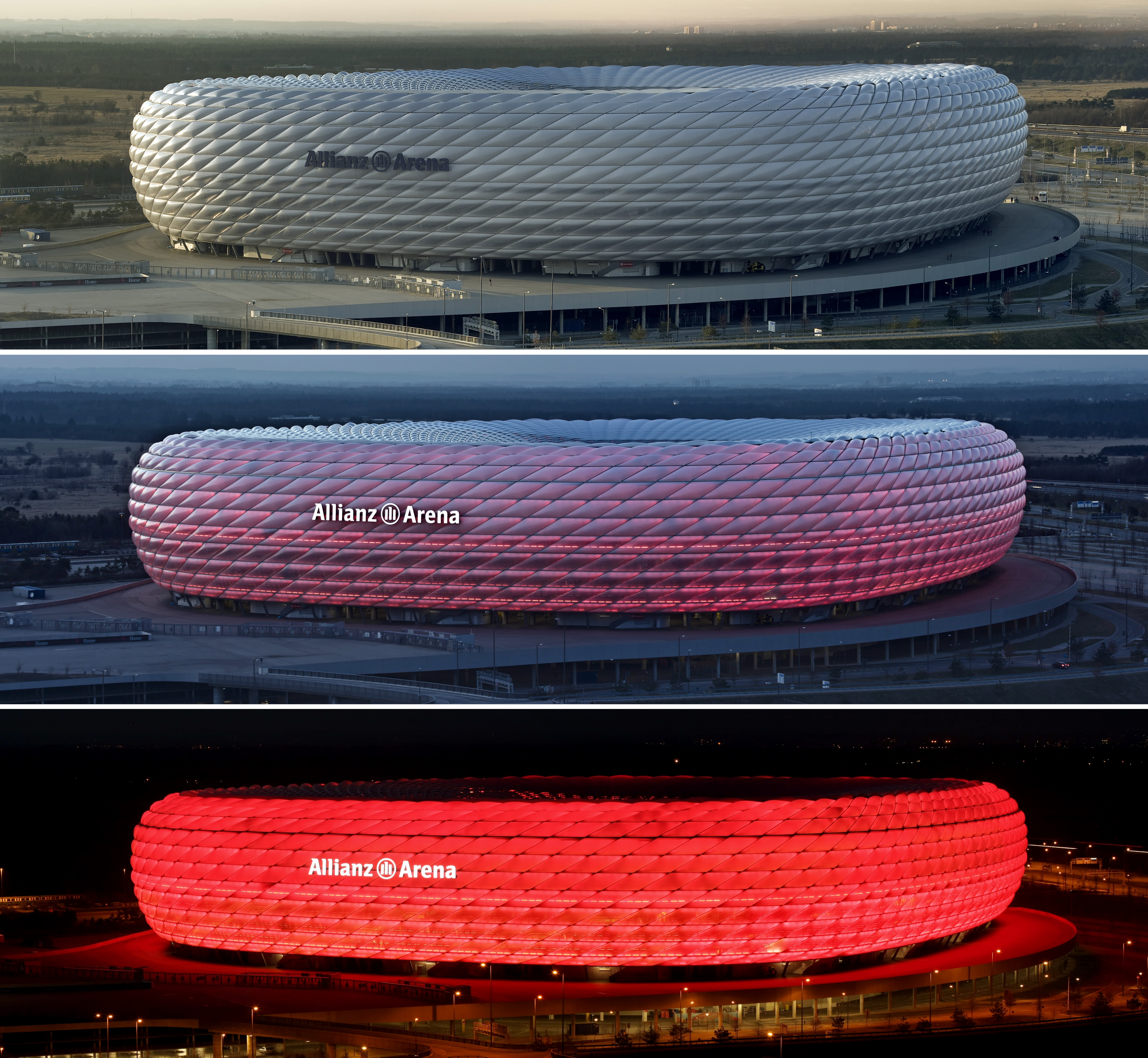
آلیانتس آرنا
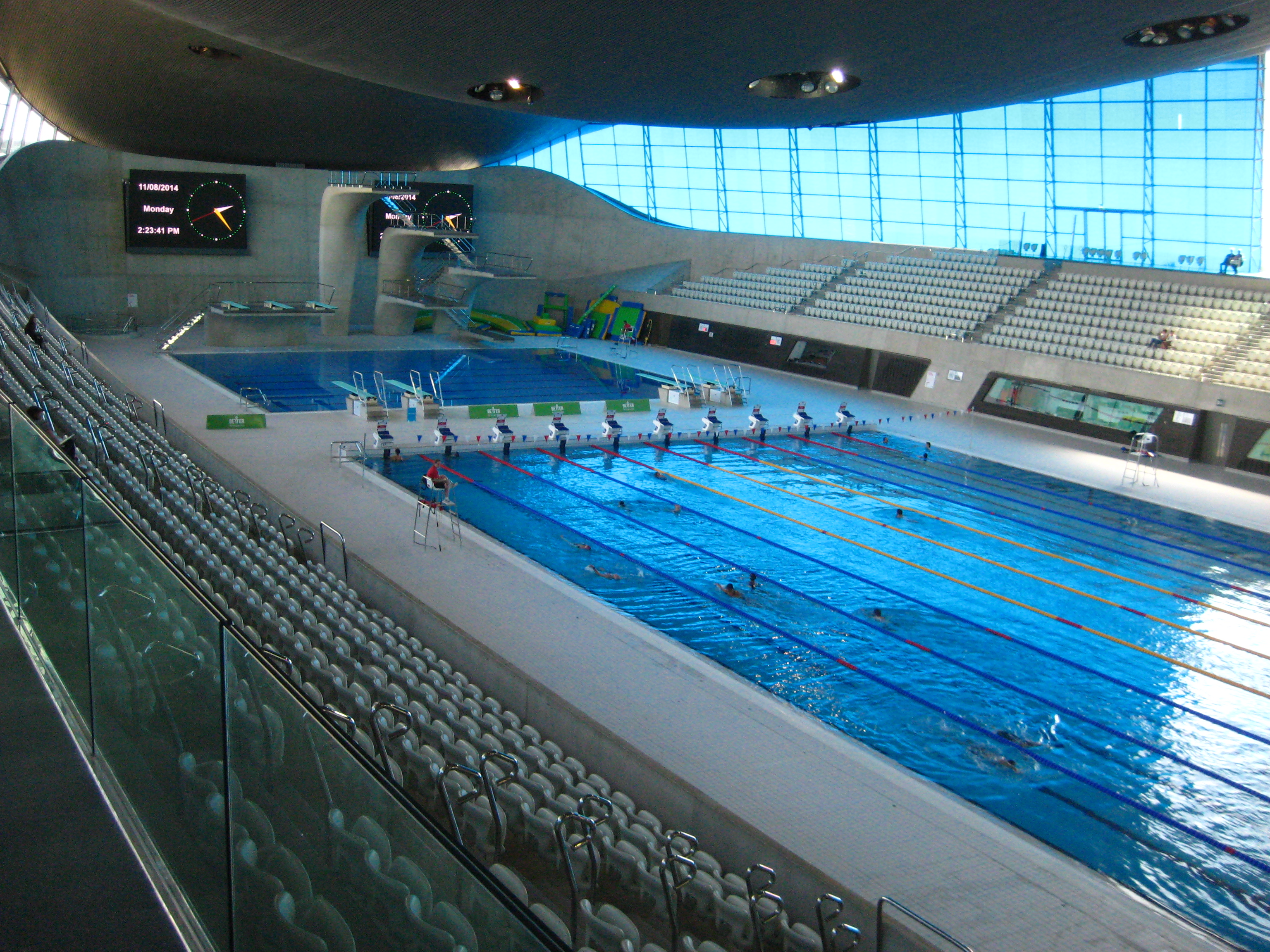
مرکز ورزش‌های آبی لندن
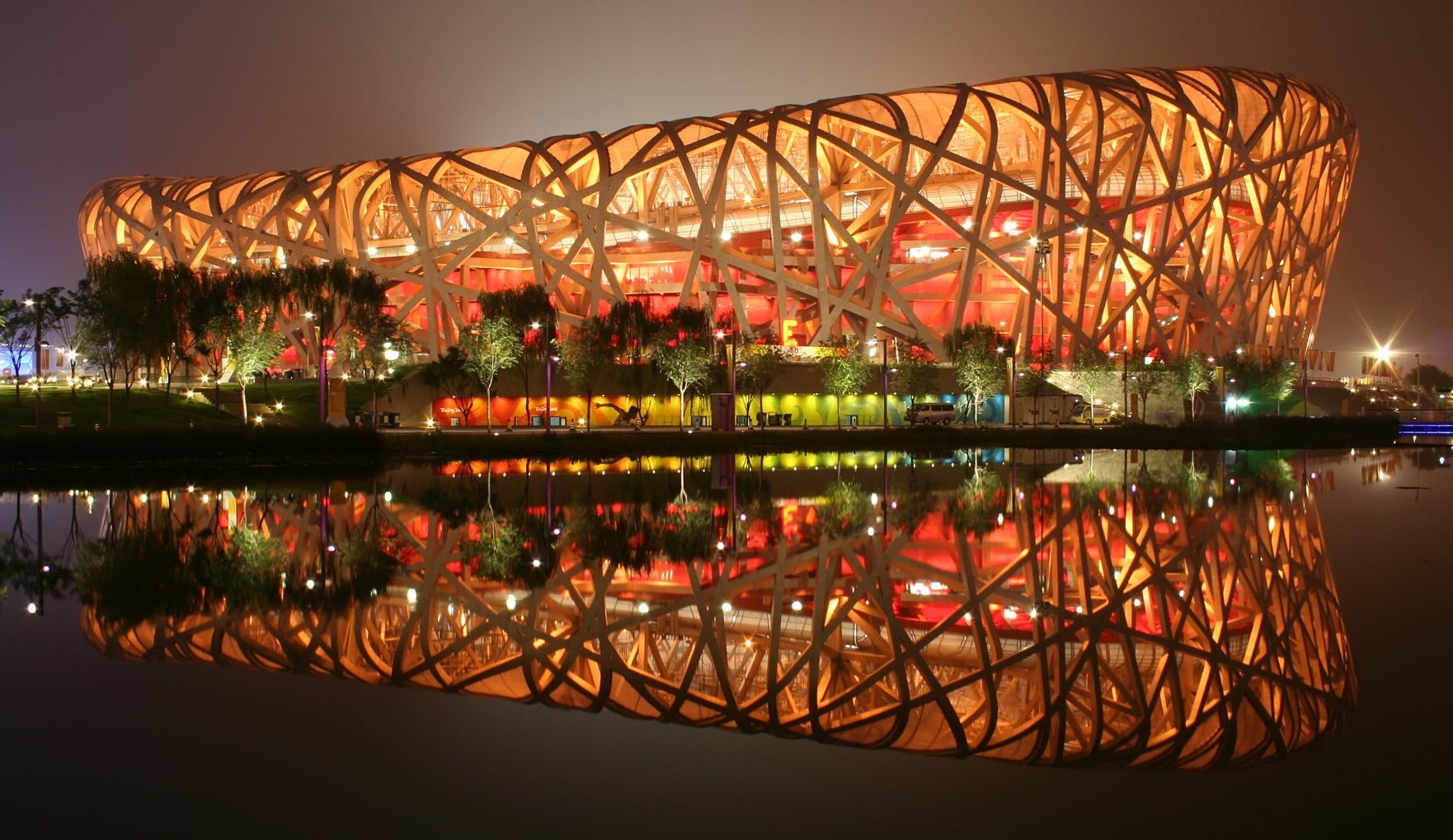
ورزشگاه ملی پکن

### نورپردازی
تا پیش از پدیداری نورافکن‌ها، ورزشگاه‌ها همواره به نور طبیعی برای برگزاری مسابقات، متکی بودند. اکنون، ورزشگاه‌ها می‌توانند نورپردازی را از درون یا بیرون سازه اصلی ورزشگاه، انجام دهند.

### جایگاه تماشاگران و صندلی‌ها
به دلایل ایمنی، در کنفدراسیون‌های ورزشی همچون کنفدراسیون فوتبال آسیا، پیشنهاد شده‌است تا ورزشگاه‌ها، تمام‌صندلی باشند. صندلی‌ها ممکن است تاشو یا فاقد هرگونه بخش حرکت‌پذیر باشند.

### ایمنی
با توجه به وجود شمار زیادی از افراد در ورزشگاه‌ها، احتمال روی دادن فاجعه‌های گوناگون، قابل توجه است. ورزشگاه‌ها به عنوان محیطی خانوادگی، ممکن است میزبان کودکان نیز باشند و در همین محل، ممکن است موارد خشونت‌آمیز همانند حملات تروریستی رخ دهد. با استفاده از فلزیاب، سیستم دریافت سند هویتی تماشاگر، سیستم تصاویر مداربسته و جستوجوهای امنیتی، می‌توان از فاجعه‌های امنیتی در ورزشگاه‌ها، جلوگیری کرد. مواردی که در دیگر مکان‌های همگانی شلوغ نیز، رعایت شده‌اند.

## مسائل سیاسی و اقتصادی
جدا از ورزش حرفه‌ای، دولت‌ها نیز در رقابت شدیدی برای گرفتن حق میزبانی مسابقات مهم ورزشی، به ویژه المپیک تابستانی و جام جهانی فیفا شرکت می‌کنند که معمولاً یکی از پیش‌نیازهای دریافت میزبانی، داشتن ورزشگاه‌های جدید است.

## ‌‎‏‏در ایران

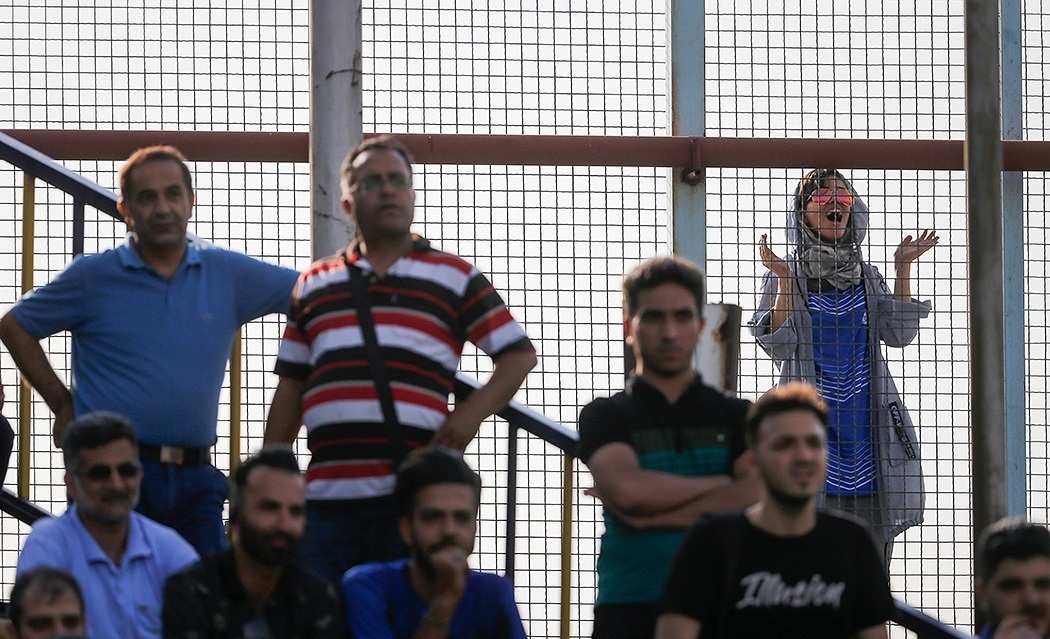
حضور زنان در تمرینات تیم‌ها هم با محدودیت‌هایی روبرو است.

در جمهوری اسلامی ایران، حضور زنان در ورزشگاه‌های ایران ممنوع است. در سال‌های پیش از انقلاب ۱۳۵۷ آزاد بود و زنان ایرانی می‌توانستند بازی‌های ملی و باشگاهی زنان و مردان را آزادانه تماشا کنند اما در سالهای بعد از انقلاب ۵۷ و در راستای سیاست‌های حکومت جمهوری اسلامی مبنی بر جداسازی زن و مرد و دیدگاه‌های مراجع تقلید شیعه در این باره محدود شد و تماشای مسابقات مردان در سالن یا ورزشگاه ممنوع شد. در سال‌های دهه‌های هفتاد و هشتاد این موضوع با درخواست زنان برای دیدن بازی‌های ورزشی مردان خصوصاً فوتبال (که محبوبترین ورزش ایران است) جدی‌تر شد و فشار کنفدراسیونهای ورزشی آسیایی و جهانی برای پایان دادن به این ممنوعیت ابعاد تازه‌تری به این موضوع داد. ممنوعیت تماشای بازی مردان در ورزشگاه‌ها برای زنان نوعی تبعیض جنسی شمرده می‌شود. با این حال تا کنون گزارش‌هایی مبنی بر حضور غیرمجاز دختران با لباس پسرانه در ورزشگاه‌ها منتشر شده‌است.

## پیامدهای زیست‌محیطی
ساخت ورزشگاه‌های مدرن، چندین موضوع منفی زیست‌محیطی به همراه دارد. آن‌ها به هزاران تن مواد و مصالح گوناگون برای ساخت نیاز دارند و در آینده، در صورت ناتوانی در مدیریت، ترافیک بسیاری را در منطقه پیرامون ورزشگاه به وجود می‌آورند.

## نگارخانه

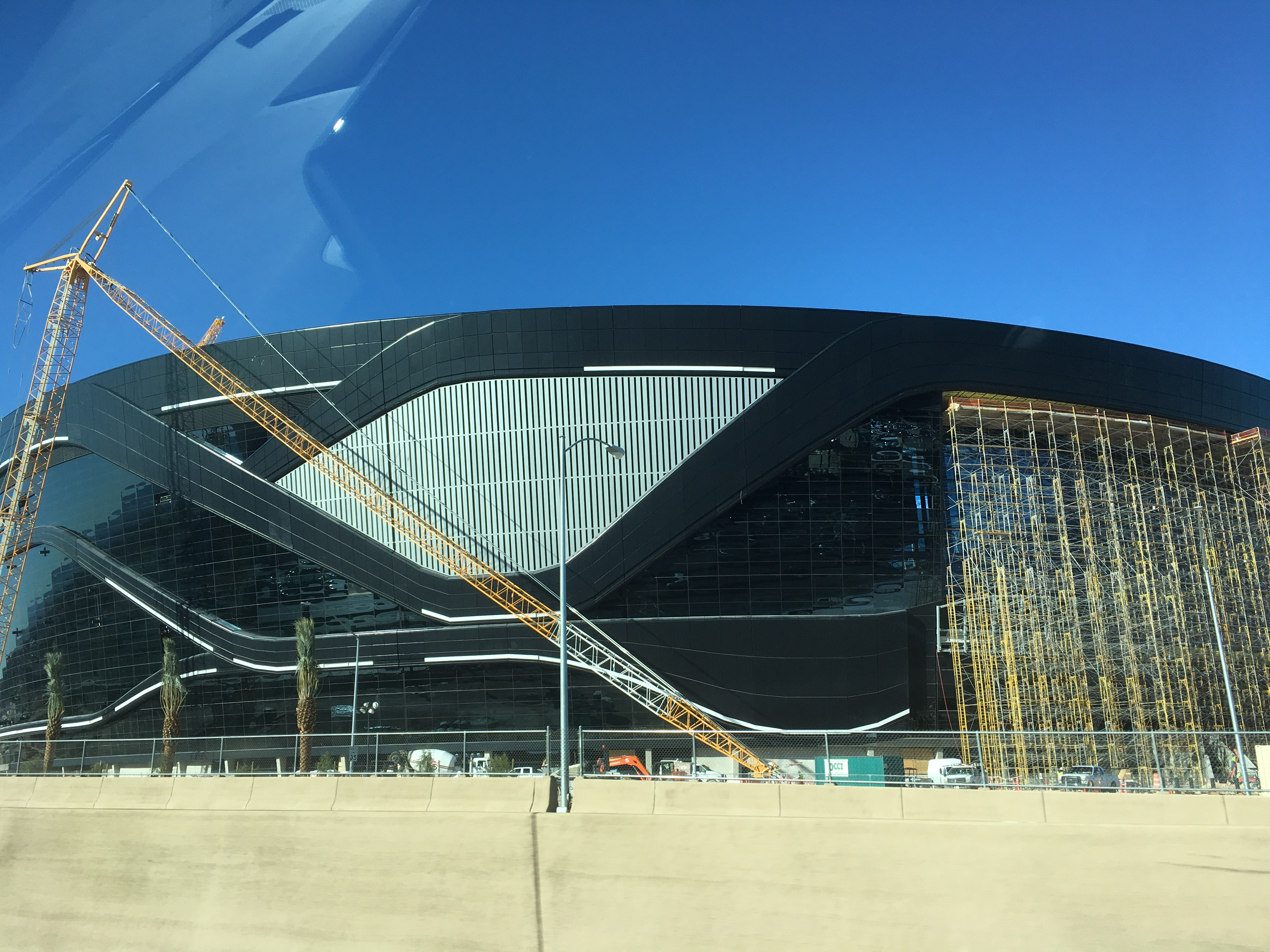
ورزشگاه الیجنت در پارادایس، نوادا در هنگام ساخت.
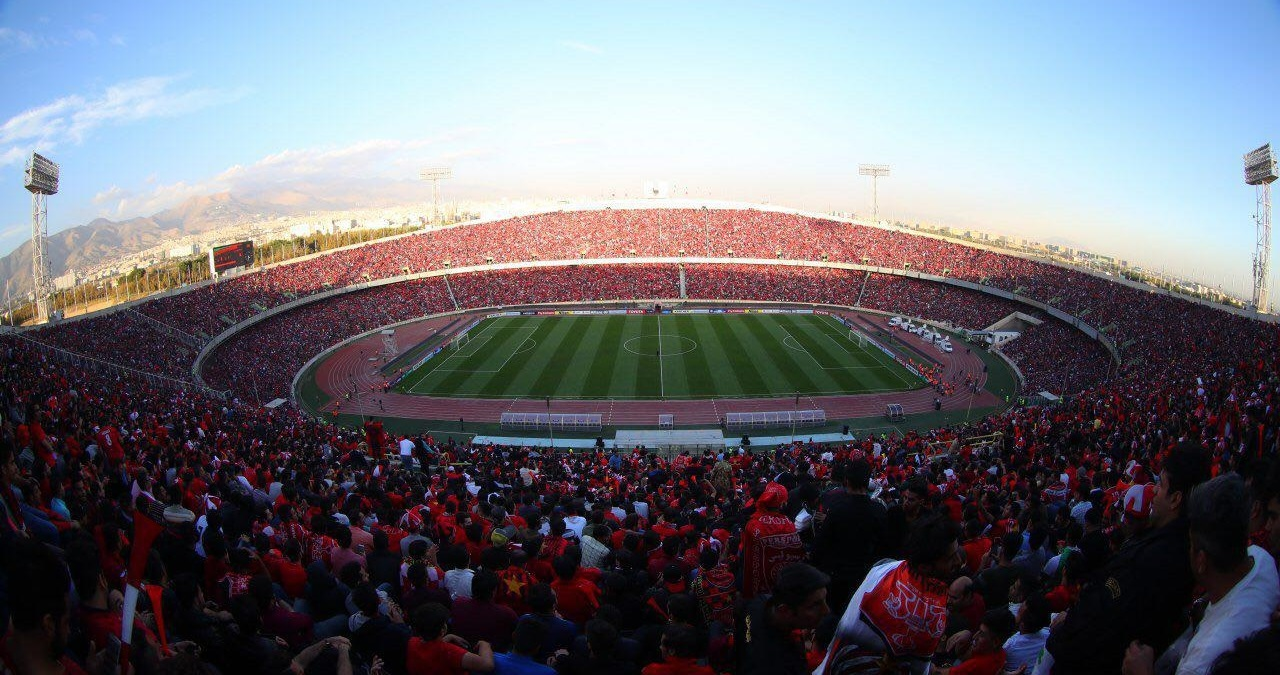
ورزشگاه آزادی تهران، از بزرگ‌ترین ورزشگاه‌های آسیا که به عنوان میزبان اصلی بازی‌های آسیایی ۱۹۷۴ ساخته شد و میزبان مسابقات بین‌المللی قابل توجهی بوده‌است.
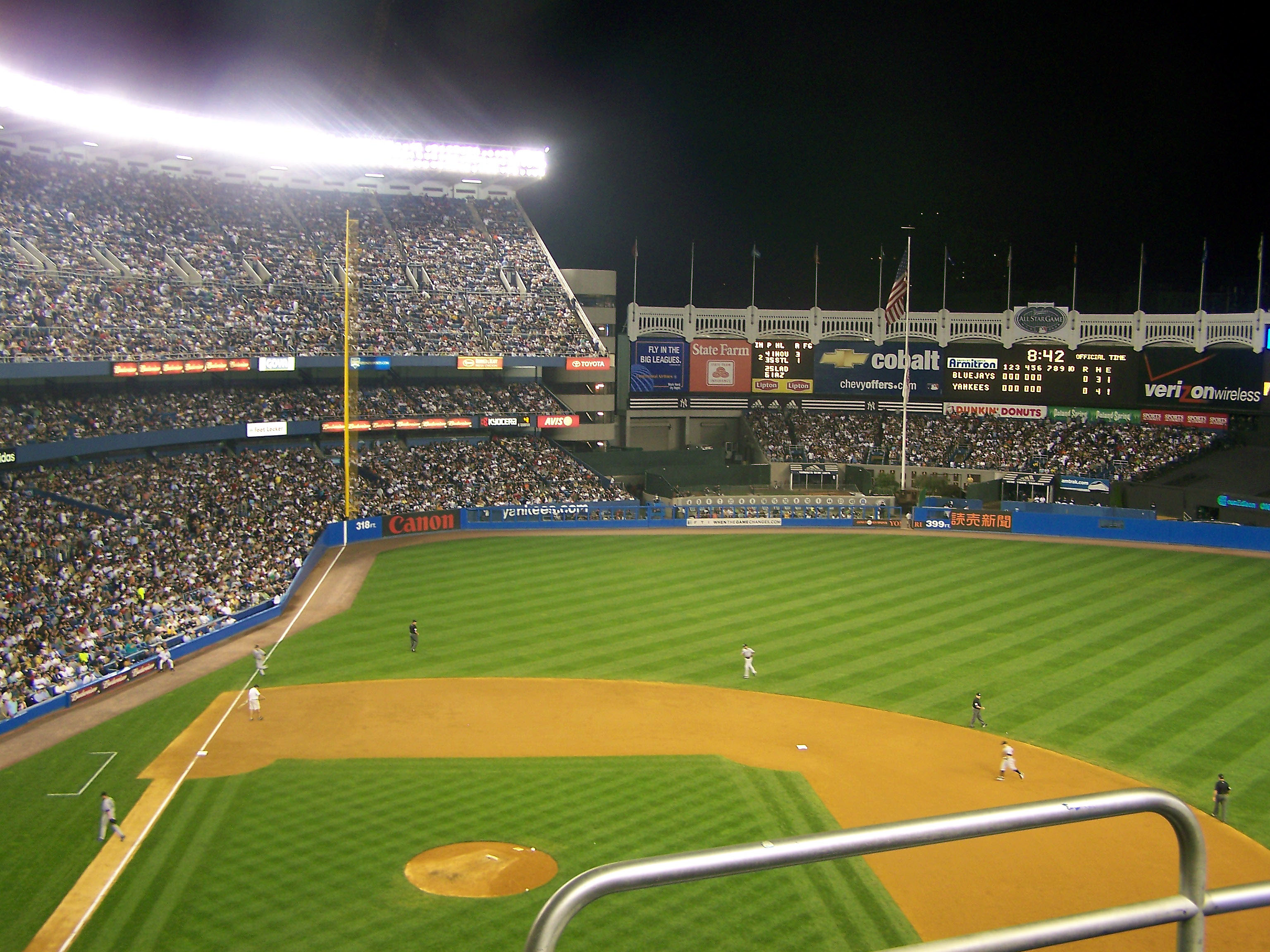
ورزشگاه یانکی یک ورزشگاه بیسبال در نیویورک
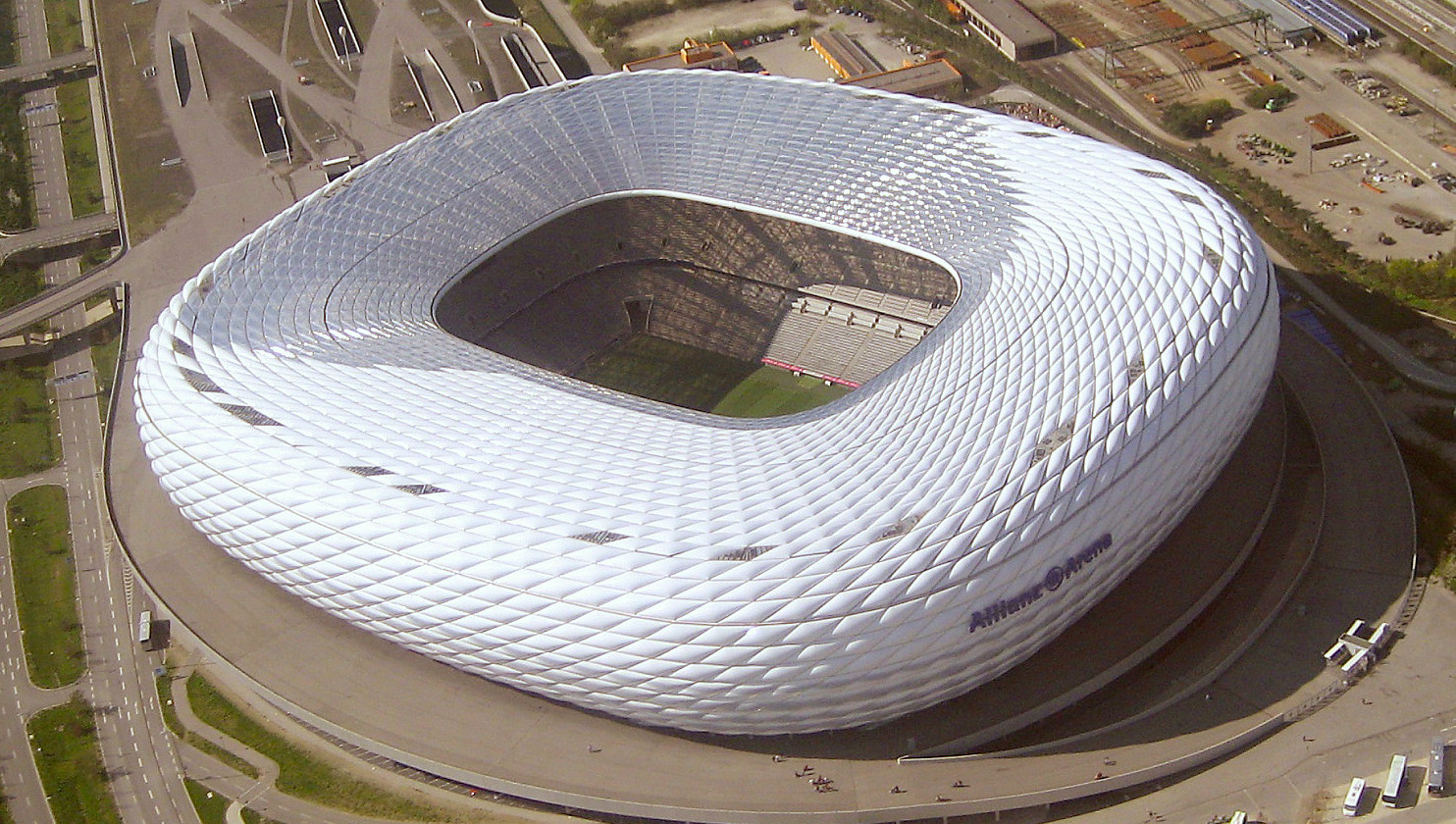
ورزشگاه آلیانتس آرنا یک ورزشگاه فوتبال در آلمان